# Ivan Bednjički
Ivan Bednjički rojen januarja leta 1972 v Celju v Sloveniji, takratni Jugoslaviji. Po strokovni izobrazbi s področja rudarstva in geotehnologije aktivno deluje na področju reševanja okoljske problematike. Krožno gospodarstvo predelave odpadkov v nov vir, reševanje poplavne varnosti so le nekatera izmed področij kjer je njegovo delo procesno patentno prepoznano in  sprejeto v Evropski direktivi o odpadkih št. 2008/98 ES kateri je prvi od osnovnih ciljev povečanje predelave odpadkov in njegove koristne uporabe v industriji.

### Priznanja in poimenovanja
- Bednjički Ivan je  redni član Srbske Kraljeve akademije znanosti in umetnosti od leta 2014 dalje[1]
- Ustanovni član Rotary cluba v Žalcu leta 2005 v Sloveniji
- Dobitnik priznanja s strani Ruske Federacije leta 2013
- Avtor in soavtor več patentov s področja okolja [2][3][4]